# Canton de Lunéville-Sud
Le canton de Lunéville-Sud est une ancienne division administrative française qui était située dans le département de Meurthe-et-Moselle et la région Lorraine.

## Histoire
Le canton s'est appelé canton de Lunéville-Sud-Est avant 1825. C'est un ancien canton du département de la Meurthe. Resté français conformément au traité de Francfort de 1871, il a été intégré au nouveau département de Meurthe-et-Moselle.
Hériménil a été absorbé depuis dans le canton de Gerbéviller, alors que Mouacourt et Parroy ont été transférés au canton d'Arracourt. À la suite d'un redécoupage territorial en 2015, le canton est absorbé par celui de Lunéville-2.

## Administration

### Conseillers généraux de 1833 à 2015
| Période | Période                   | Identité                         | Étiquette              | Qualité |
| ------- | ------------------------- | -------------------------------- | ---------------------- | --- |
| 1833    | 1839                      | Joseph Eugène Cosson (1793-1872) |                        | Notaire à Lunéville                                                                                                |
| 1839    | 1848                      | Joseph François de L'Espée       | Majorité ministérielle | Capitaine d'état-major Préfet Député (1833-1837, 1839-1848) Propriétaire du château de Sandronviller à Tonnoy      |
| 1848    | 1870                      | Adrien Michaut                   | Droite                 | Juge de paix à Nancy-Ouest Ancien député (1849-1851)                                                               |
| 1870    | 1877                      | Paul Michaut                     | Droite                 | Administrateur de la cristallerie, Maire de Baccarat Député (1877-1881)                                            |
| 1876    | 1901                      | Camille Viox                     | UR puis Mod.           | Propriétaire à Lunéville Député (1881-1898)                                                                        |
| 1901    | 1907 (décès)              | Pierre Ribierre                  | Républicain            | Maire de Lunéville (1889-1904)                                                                                     |
| 1907    | 1925                      | Henri Castara                    | Nationaliste puis URD  | Vice-président du Tribunal civil de Strasbourg Maire de Lunéville                                                  |
| 1925    | 1930 (décès)              | Henry Bichat                     | Rad.                   | Maire de Lunéville (1925-1930)                                                                                     |
| 1930    | 1931                      | Hubert George                    | URD                    | Propriétaire et industriel Conseiller d'arrondissement, Maréville                                                  |
| 1931    | 1942 (démission d'office) | Adrien-Louis Valentin            | Rad.                   | Industriel à Marainviller, conseiller d'arrondissement Révoqué par le Gouvernement de Vichy                        |
|         |                           |                                  |                        | |
| 1943    | 1945                      | Jules Français                   | ?                      | Professeur Maire de Lunéville Nommé conseiller départemental en 1943                                               |
|         |                           |                                  |                        | |
| 1945    | 1951                      | Henri Bochent                    | Républicain Résistant  | Industriel Conseiller municipal de Lunéville                                                                       |
| 1951    | 1976                      | Pierre Dalainzy                  | RI                     | Pharmacien - Député (1958-1967)                                                                                    |
| 1976    | 1982                      | Jean Lhommée                     | PS                     | Instituteur Maire de Lunéville (1977-1983)                                                                         |
| 1982    | 1988                      | Guy Corbiat                      | RPR                    | Cuisinier Maire de Lunéville (1983-1995), député suppléant de René Haby (1981-1986), conseiller régional           |
| 1988    | 2001                      | Michel Closse (1937-2017)        | PS                     | Proviseur Maire de Lunéville (1995-2008)                                                                           |
| 2001    | 2008                      | Jacques Lamblin                  | UMP                    | Vétérinaire Suppléant du député François Guillaume (2002-2007) - Député (2007-2017) Maire de Lunéville (2008-2020) |
| 2008    | 2015                      | Michel Baumont                   | DVD                    | Marchand de biens immobiliers à Lunéville                                                                          |

### Conseillers d'arrondissement (de 1833 à 1940)
| Période                                  | Période      | Identité                                   | Étiquette               | Qualité |
| ---------------------------------------- | ------------ | ------------------------------------------ | ----------------------- | --- |
| 1833                                     | 1845         | Comte Henri Adolphe d'Aubery de Frawemberg |                         | Conservateur des Eaux et Forêts, maire de Lunéville (1823-1831)                                             |
| 1845                                     | 1848         | Jean Nicolas Gadel                         |                         | Maire de Laneuveville-aux-Bois                                                                              |
|                                          |              |                                            |                         | |
| 1886                                     | 1892         | M. Thouvenin                               |                         | |
| 1892                                     | 1909 (décès) | François Xavier Adolphe Viard (1836-1909)  | Républicain             | Marchand de bois, cultivateur, maire de Laneuveville-aux-Bois                                               |
| 1909                                     | 1910         | M. Bertrand                                | Libéral                 | Fermier à Bédaigne, Saint-Clément                                                                           |
| 1910                                     | 1928         | Eugène Bergé                               | RG                      | Agriculteur, maire de Chanteheux                                                                            |
| 1928                                     | 1931         | Adrien Valentin                            | Rad.                    | Industriel à Marainviller                                                                                   |
| 1931                                     | 1940         | Emile Mathieu                              | Républicain indépendant | Maire de Manonviller                                                                                        |
| 1940                                     |              |                                            |                         | Les conseils d'arrondissement ont été suspendus par la loi du 12 octobre 1940 et n'ont jamais été réactivés |
| Les données manquantes sont à compléter. |              |                                            |                         | |

## Composition
Le canton de Lunéville-Sud se compose d’une fraction de la commune de Lunéville et de seize autres communes. Il compte 22 669 habitants (population municipale) au 1er janvier 2012.
| Nom                   | Code Insee | Intercommunalité                         | Population (dernière pop. légale)               |
| --------------------- | ---------- | ---------------------------------------- | ----------------------------------------------- |
| Lunéville (chef-lieu) | 54329      | CC du Territoire de Lunéville à Baccarat | Fraction : 13 374(2012) Commune : 19 325 (2014) |
| Bénaménil             | 54061      | CC du Territoire de Lunéville à Baccarat | 574 (2014)                                      |
| Chanteheux            | 54116      | CC du Territoire de Lunéville à Baccarat | 2 138 (2014)                                    |
| Chenevières           | 54125      | CC du Territoire de Lunéville à Baccarat | 497 (2014)                                      |
| Crion                 | 54147      | CC du Pays du Sânon                      | 90 (2014)                                       |
| Croismare             | 54148      | CC du Territoire de Lunéville à Baccarat | 612 (2014)                                      |
| Hénaménil             | 54258      | CC du Pays du Sânon                      | 157 (2014)                                      |
| Hériménil             | 54260      | CC du Territoire de Lunéville à Baccarat | 952 (2014)                                      |
| Jolivet               | 54281      | CC du Territoire de Lunéville à Baccarat | 901 (2014)                                      |
| Laneuveville-aux-Bois | 54297      | CC du Territoire de Lunéville à Baccarat | 312 (2014)                                      |
| Laronxe               | 54303      | CC du Territoire de Lunéville à Baccarat | 371 (2014)                                      |
| Manonviller           | 54349      | CC du Territoire de Lunéville à Baccarat | 175 (2014)                                      |
| Marainviller          | 54350      | CC du Territoire de Lunéville à Baccarat | 661 (2014)                                      |
| Moncel-lès-Lunéville  | 54373      | CC du Territoire de Lunéville à Baccarat | 626 (2014)                                      |
| Saint-Clément         | 54472      | CC du Territoire de Lunéville à Baccarat | 841 (2014)                                      |
| Sionviller            | 54507      | CC du Pays du Sânon                      | 106 (2014)                                      |
| Thiébauménil          | 54520      | CC du Territoire de Lunéville à Baccarat | 388 (2014)                                      |

## Démographie
| 1962 | 1968 | 1975 | 1982 | 1990 | 1999 | 2009   |
| ---- | ---- | ---- | ---- | ---- | ---- | ------ |
| -    | -    | -    | -    | -    | -    | 22 508 |